# Maman était new-look
Pour plus de détails, voir Fiche technique et Distribution.
Maman était new-look (Mother Wore Tights) est un film musical américain en Technicolor réalisé par Walter Lang, sorti en 1947.

## Synopsis
Au début du XXe siècle, la jeune Myrtle McKinley grandit dans une famille d'artistes et les spectacles de variétés. Souhaitant poursuivre des études, elle part étudier à San Francisco où elle s'inscrit aux cours d'administration des affaires. Mais tout la ramène à nouveau au monde du spectacle car son talent artistique est découvert par l'acteur Frank Burt, qui l'invite à un spectacle puis l'épouse.

## Fiche technique
- Titre français: Maman était new-look
- Titre original : Mother Wore Tights
- Réalisateur : Walter Lang
- Production : Lamar Trotti
- Société de production et de distribution : Twentieth Century Fox
- Scénario : Lamar Trotti d'après le roman de Miriam Young
- Directeur musical : Alfred Newman
- Musique : Frank Burt et David Buttolph (non crédité)
- Chorégraphie : Seymour Felix
- Directeur de la photographie : Harry Jackson
- Montage : J. Watson Webb Jr.
- Direction artistique : Richard Day et Joseph C. Wright
- Décors : Thomas Little
- Costumes : Orry-Kelly, Charles Le Maire et Sam Benson (non crédité)
- Pays d'origine :  États-Unis
- Langue : anglais américain
- Format : couleur (Technicolor) — 35 mm — 1,37:1 — son : mono (Western Electric Recording)
- Durée : 107 minutes
- Genre : film musical
- Dates de sortie : 
  - États-Unis : 20 août 1947 (New York)
  - France : 13 mai 1949

## Distribution
- Betty Grable : Myrtle McKinley Burt
- Dan Dailey : Frank Burt
- Mona Freeman : Iris Burt
- Connie Marshall : Miriam Burt
- Vanessa Brown : Bessie
- Robert Arthur : Bob Clarkman
- Sara Allgood : Grand-mère McKinley
- William Frawley : M. Schneider
- Ruth Nelson : Mlle Ridgeway
- Anabel Shaw : Alice Flemmerhammer
- Stephen Dunne : Roy Bivins
- George Cleveland : Grand-père McKinley
- Veda Ann Borg : Rosemary Olcott
- Sig Ruman : Papa
- Lee Patrick : Lil
- Senor Wences : lui-même
- Anne Baxter : narratrice (voix) (non créditée)